# 長體深海珠目魚
長體深海珠目魚（学名：Benthalbella elongata）為輻鰭魚綱仙女魚目帆蜥魚亞目珠目魚科的一種，分布於南冰洋海域，屬深海底棲性魚類，體長可達35公分，棲息在底層水域，雌雄同體，幼魚為浮游性，生活習性不明。